# Ле-Блан (кантон)
Ле-Блан (фр. Le Blanc) — кантон во Франции, находится в регионе Центр, департамент Эндр. Входит в состав округа Ле-Блан.
Код INSEE кантона — 3605. Всего в кантон Ле-Блан входят 9 коммун, из них главной коммуной является Ле-Блан.

## Коммуны кантона
| Коммуна          | Население, чел | Почтовый индекс | Код INSEE |
| ---------------- | -------------- | --------------- | --------- |
| Дуадик           | 427            | 36300           | 36066     |
| Конкремье        | 631            | 36300           | 36058     |
| Ле-Блан          | 6 926          | 36300           | 36018     |
| Пулиньи-Сен-Пьер | 1 018          | 36300           | 36165     |
| Росне            | 618            | 36300           | 36173     |
| Рюффек-ле-Шато   | 635            | 36300           | 36176     |
| Сен-Эньи         | 292            | 36300           | 36178     |
| Сирон            | 507            | 36300           | 36053     |
| Энгранд          | 329            | 36300           | 36087     |

## Население
Население кантона на 2007 год составляло 11 383 человека.
| 1962   | 1968   | 1975   | 1982   | 1990   | 1999   | 2006   | 2007   |
| ------ | ------ | ------ | ------ | ------ | ------ | ------ | ------ |
| 10 891 | 11 718 | 12 479 | 11 982 | 11 652 | 11 178 | 11 346 | 11 383 |